# Interprime

interprime是指兩個連續奇質數的算術平均數，例如9是連續質數7和11的平均，因此9是interprime。最小的幾個interprime是：
4, 6, 9, 12, 15, 18, 21, 26, 30, 34, 39, 42, 45, 50, 56, 60, 64, 69, 72, 76, 81, 86, 93, 99, ... （OEIS數列A024675）
因為二連續質數之間不可能有另一個質數，因此interprime本身不會是質數。
質數有無限多個，所以interprime也會有無限多個，2009年時已知最大的interprime是100355位數的n = 65516468355 · 2333333，n ± 1即為已知最大的雙生質數。

## 外部連結
- 埃里克·韦斯坦因. . MathWorld.